# 甘巴西泰尔梅
甘巴西泰尔梅（義大利語：Gambassi Terme），是意大利佛罗伦斯省的一个市镇。总面积82平方公里，人口4912人，人口密度59.9人/平方公里（2009年）。ISTAT代码为048020。